# Польща в період феодальної роздробленості

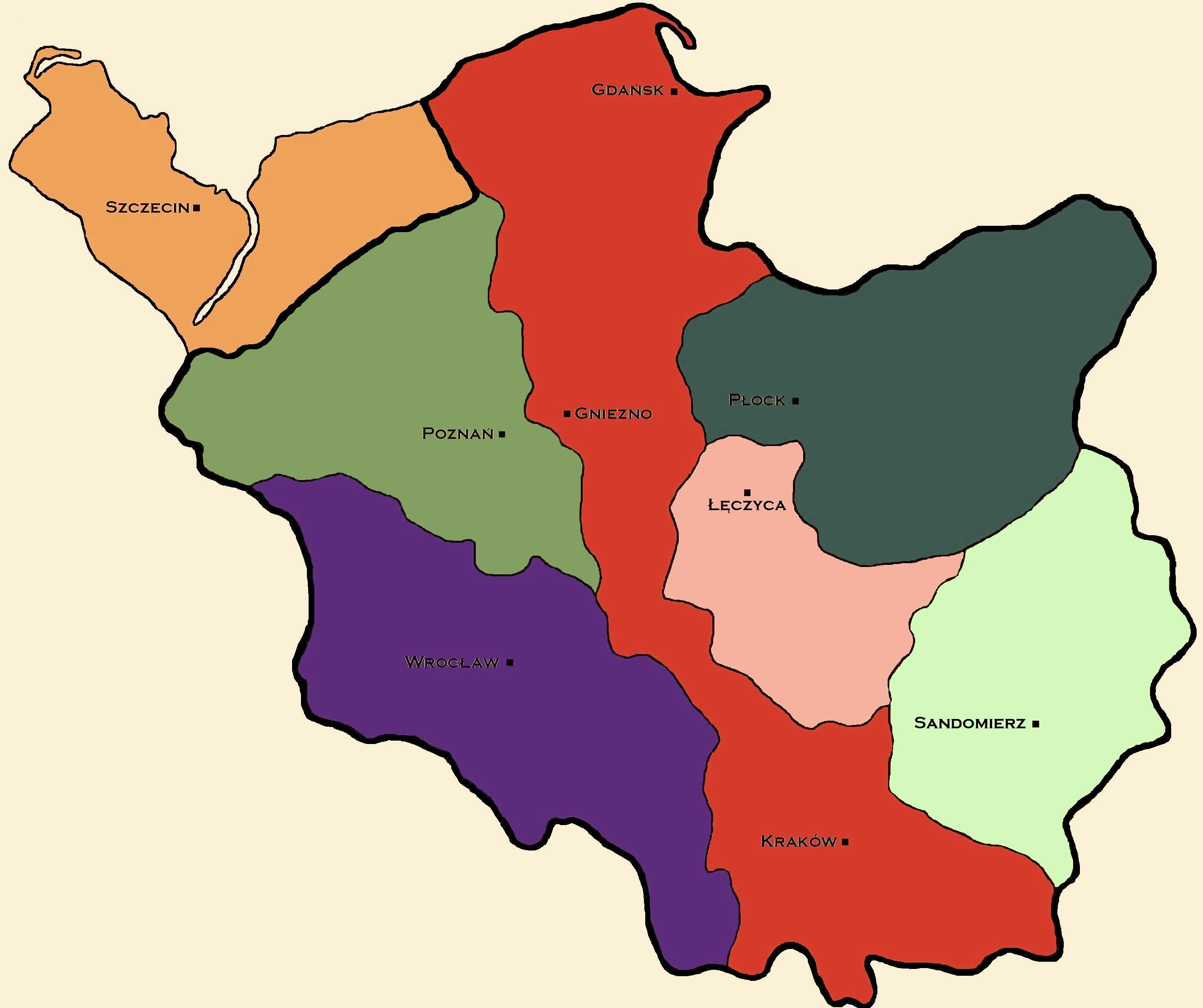
Поділ земель Болеслава III Кривовустого:
Сеньйоральний уділ
Лено Польщі під контролем принца
Земля Владислава II
Земля Болеслава IV
Земля Мешка III
Земля Генрика
Вдовина частина Саломеї

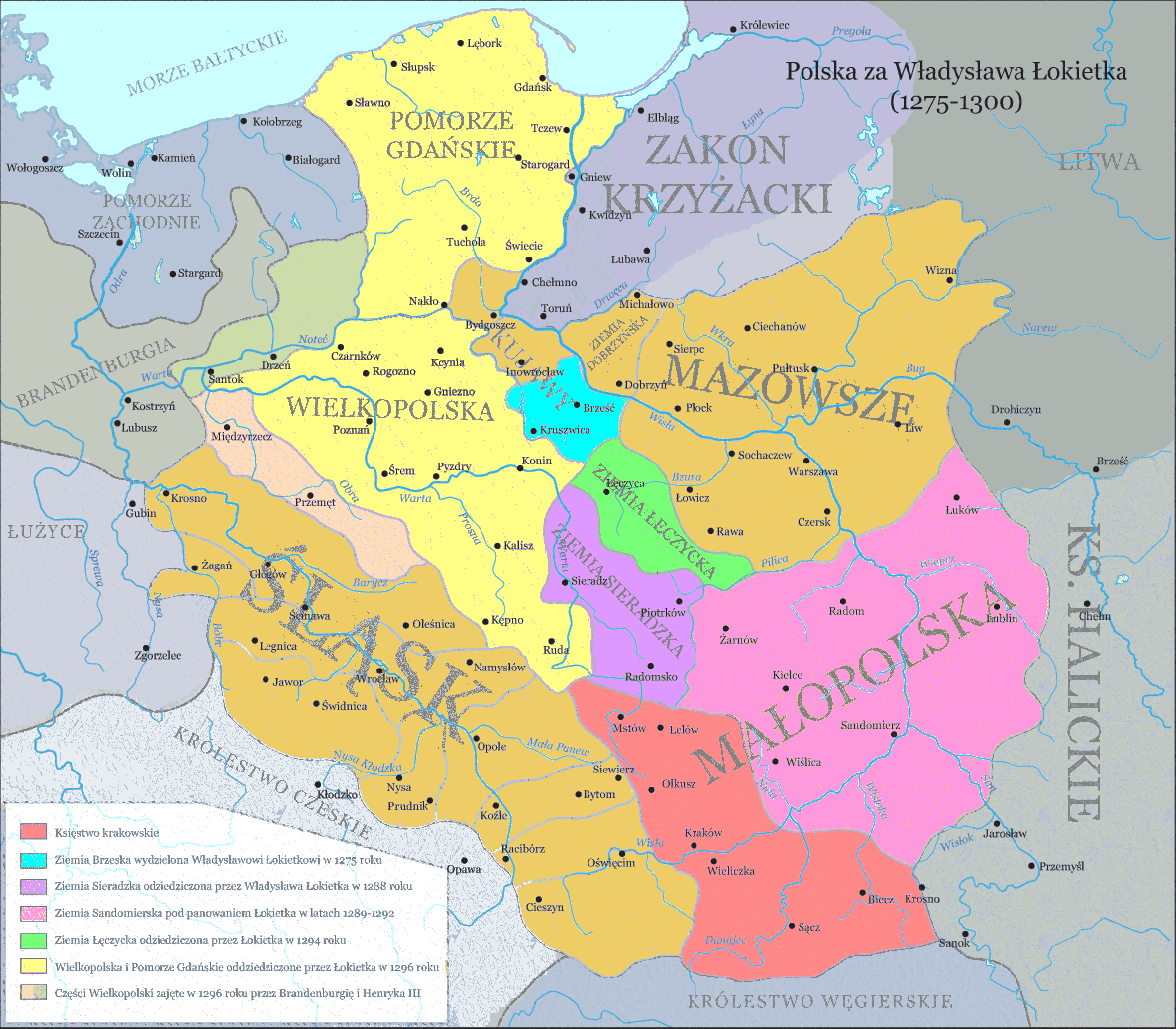
Польща в період 1275–1300

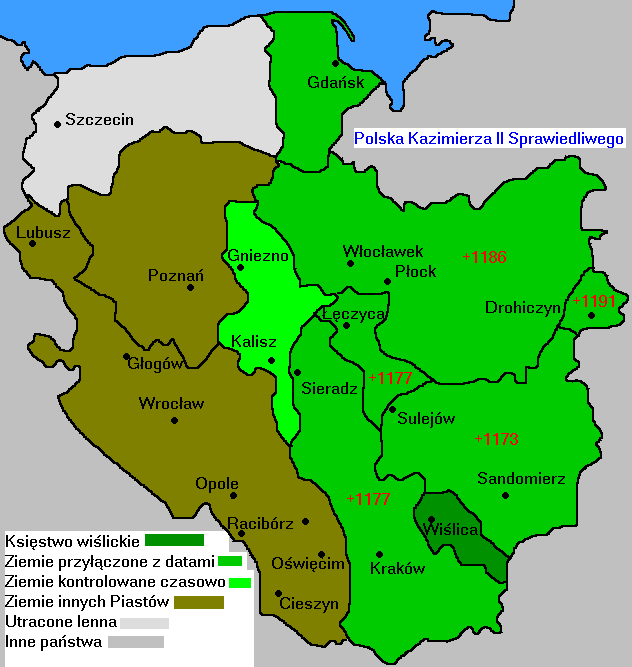
Польща за часів Казимира II Справедливого

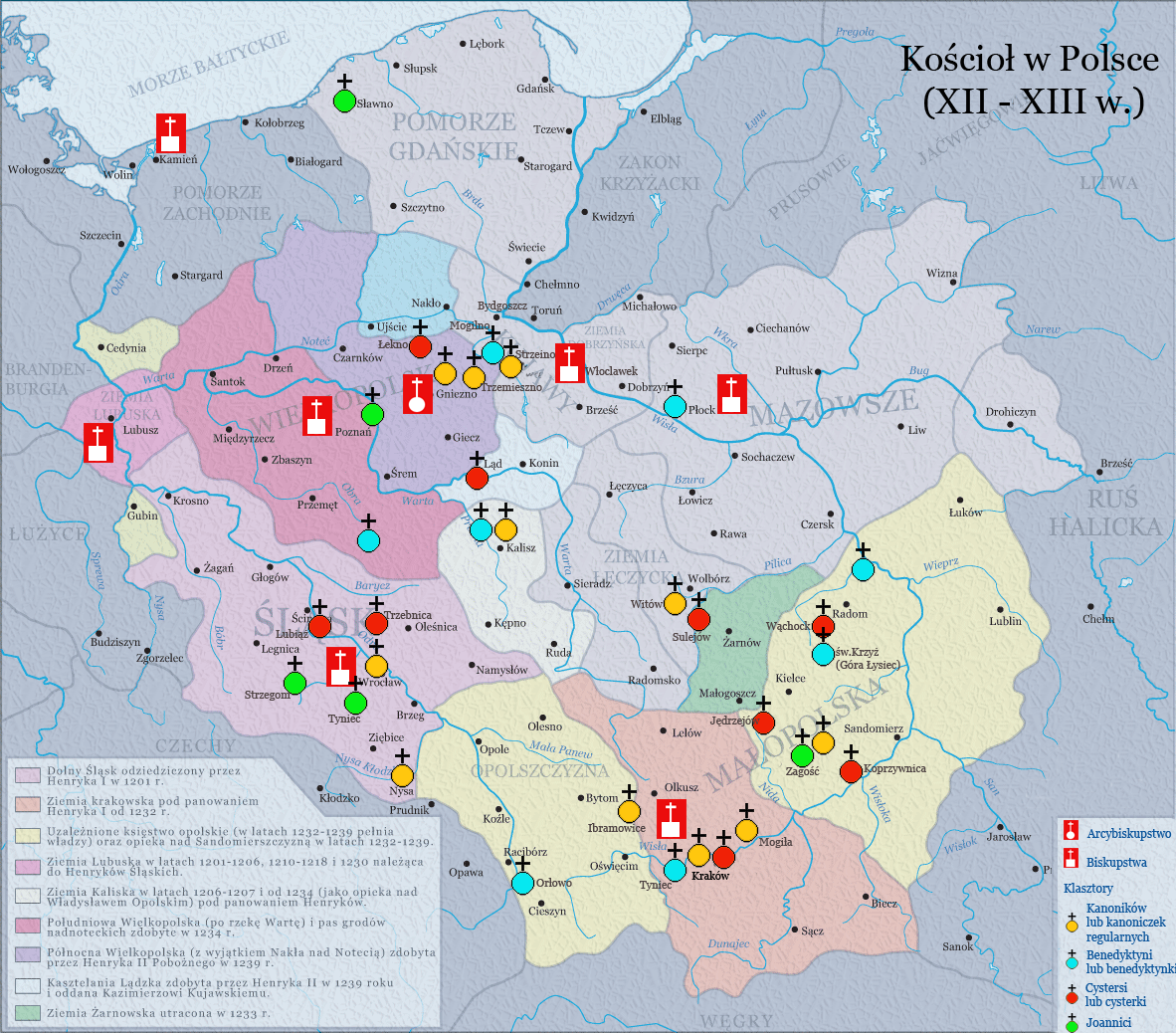
Церква в Польщі XII–XIII ст

Регіональний розпад (або феодальна роздрібненість) — період у польській історії, який тривав від 1138 року до коронації Владислава Локетека у 1320 році. Характерною особливістю цього періоду є прогресивна фрагментація польської держави на дедалі менші, значною мірою незалежні, територіальні сили. Цей процес був пов’язаний із розширенням династії П'ястів, кожен член якої відповідно до польського звичаєвого права мав право володіти частиною своєї спадщини. Подібні процеси мали місце в історії п'ястівської держави й раніше, але їх, як правило, вдалося зупиняти досить швидко. 
Довга тривалість періоду роздробленості сприяла посиленню регіональних володарів, зросту значення влади магнатів та вищого духовенства. Відсутність сильного центру, здатного зосередити владу та вплив у своїх руках, а також часта відсутність співпраці між окремими князями сприяла послабленню держави, а отже, не лише гальмувало завойовницькі амбіції, а й сприяло втраті значної частини території. Під час феодальної роздробленості поморські князівства стали незалежними (західне зазнало впливу бранденбурзьких маркграфів, а гданські землі у XIV столітті були включені до держави Тевтонського ордену), Бранденбург також підкорив Любуські землі, а сілезькі князівства підпали під вплив від Чеського королівства. Регіональний розпад фактично призвів до перетворення Польської монархії на вільну конфедерацію князівств, яка була пов'язана лише спільним главою держави та (теоретично) зовнішньою політикою. Після закінчення терміну дії правил принципату «конфедерація» перетворилася в десятки повністю незалежних малих держав.

## Генезис
Відповідно до закону про правонаступництво Болеслава III Кривовустого, польське князівство було поділене на уділи. Сеньйором, який здійснював верховну владу був найстарший син Владислав II Вигнанець, який отримав Сілезію і Любуські землі. Мазовія припала до Болеслава IV Кучерявому, а західна Великопольща — до Мешка III Старого. Після смерті Болеслава ІІІ, Сандомирська земля була передана Генріху Сандомирському, а Болеславова вдова, Саломея отримала лечицько-серадзьку землю.
Старший князь повинен був здійснювати владу в сеньйоральному уділі, який включав землі краківські, землі сандомирські, землі калішські, землі лечицько-серадські і Східну Померанію (смуга земель, що простягалися вздовж меридіану по осі Краків — Каліш — Гнезно — Гданськ, яка з'єднувала інші райони).

## Початок розпаду
Після смерті Саломеї Владислав II званий Вигнанцем супроти волі братів зайняв її уділ. Внаслідок війни між ним та його братами, Владислав II покинув країну в 1146 році та поїхав до Німеччини, щоб попросити допомоги у імператора. Болеслав Кучерявий перейняв сеньйоральний уділ, і таким чином він став верховним правителем у Польщі. Болеслав не зміг утримати суверенітету держави, та в результаті імперської експедиції в 1157 році змушений був визнати себе васалом імператора Фрідріха Барбаросси. Віддав державу у лен і погодився, що після смерті Владіслава II Вигнанця його сини (Болеслав Високий, Мешко Кривоногий) можуть повернутися до свого спадкового округу — Сілезії.
У 1173 році, після смерті Болеслава Кучерявого, його функції в ролі сеньйора, князя та володаря Кракова перейняв третій син Болеслава Кривовустого — Мешко Старий. Через чотири роки знову відбулася боротьба за престол. Мешка вигнали, а Краків був захоплений молодшим із братів, Казимиром II Справедливим, що означало порушення правила про сеньйорат (вищий авторитет для найстаршого з роду). Казимир, на відміну від Мешка, не намагався протидіяти дворянству та Церкві.
Після смерті Казимира у Кракові правив його син Лешко Білий. З його смертю в Гасаві в 1227 році центральна влада (принципат) остаточно зникла. Поступово наростала роздробленість земель Польщі, пов'язана із посиленням сепаратизму удільних князівств. Жодних надрегіональних управлінь чи законів не було. Приблизно в середині тринадцятого століття Польща складалася з кільканадцятьох князівств без жодної центральної влади. Регіональний період був періодом внутрішньої боротьби між ворогуючими князями — за владу та територію.

## Коротка характеристика періоду
У цей період країна стикнулася з сильними зовнішніми загрозами. Посилився тиск німецьких князів та маркграфів на західні землі, а також чеських на Сілезію. Західне Помор'я і Великопольща опинилися в зоні експансії Бранденбурзького маркграфства.
Зрештою, удільний період був часом інтенсивного економічного розвитку та значних соціальних змін. У сільському господарстві набула популярності потрійна польова система, використовування перелогів в якості пасовища. Почали застосовуватися сучасніші сільськогосподарські інструменти. Були створені імунітети — звільнення товарів від данини та служби, що змінило становище вільних селян. Містам надавалось магдебурзьке право, а інші норми поселення були кодифіковані (польське право, средзьке). Розроблено сільське самоврядування та загальний набір феодальних норм.
Попри регіональні поділи, почуття єдності у польській громаді не стерлося. Поняття польської національності — gens polonica — з'являється у місцевих та зарубіжних авторів. Ця єдність була зміцнена єдністю церковної організації. Під час розпаду також функціонував термін Regnum Poloniae.

## Польські князі та королі в період регіонального поділу
Перелічені нижче князі правили у Кракові. З 1138 по 1227 рік краківський князь вважався верховним правителем Польщі.
| ім'я                     | Дата правління     |
| ------------------------ | ------------------ |
| Владислав II Вигнанець   | 1138-1146          |
| Болеслав IV Кучерявий    | 1146-1173          |
| Мешко III Старий         | 1173-1177          |
| Казимір II Справедливий  | 1177-1191          |
| Мешко III Старий         | 1191               |
| Казимир II Справедливий  | 1191-1194          |
| Лешко Білий              | 1194-1195          |
| Мешко III Старий         | 1195               |
| Лешко Білий              | 1195-1199          |
| Мешко III Старий         | 1199-1202          |
| Владислав III Тонконогий | 1202 або 1202-1206 |
| Лешко Білий              | 1202 (1206) –1210  |
| Мешко IV Кривоногий      | 1210-1211          |
| Лешко Білий              | 1211-1227          |
| Владислав III Тонконогий | 1227-1228          |
| Генрик Бородатий         | 1228-1229          |
| Конрад I Мазовецький     | 1229-1230          |
| Владислав III Тонконогий | 1230               |
| Конрад I Мазовецький     | 1230-1232          |
| Генрик Бородатий         | 1232-1238          |
| Генрик II Побожний       | 1238-1241          |
| Болеслав II Рогатка      | 1241               |
| Конрад I Мазовецький     | 1241-1243          |
| Болеслав V Сором'язливий | 1243-1279          |
| Лешко Чорний             | 1279-1288          |
| Генрик IV Праведний      | 1288-1290          |
| Пшемисл II               | 1290-1291          |
| Владислав I Локетек      | 1291               |
| Вацлав II                | 1291-1305          |
| Пшемисл II               | 1295–1296          |
| Вацлав III               | 1305-1306          |
| Владислав I Локетек      | 1306-1333          |